# Curio (ROC)
Stichting Curio Onderwijsgroep West-Brabant, voorheen ROC West-Brabant, is een regionaal opleidingencentrum en aanbieder van middelbaar beroepsonderwijs en AOC-opleidingen (mbo in de groensector). De organisatie bestaat uit eenheden die op 39 verschillende locaties in West-Brabant vmbo-, mbo- en vo-onderwijs verzorgen.
Het hoofdkantoor is gevestigd in Etten-Leur en telt ca. 2300 werknemers. Anno 2020 volgen ongeveer 23.000 leerlingen onderwijs bij de organisatie.

## Geschiedenis
Het ROC West-Brabant is in 1998 opgericht. In 2004 vond de fusie plaats met het Baronie-college in Breda waardoor het ROC hiermee een van de grootste ROC's werd in Nederland met 9 VMBO en MBO onderwijsinstellingen, verdeeld over circa 45 vestigingen.
In 2012 kwam het ROC in het nieuws nadat sprake zou zijn van mogelijke benadeling van ca 500.000 euro door een voormalig bestuurder, dat te maken zou hebben met de aankoop van het Trivium gebouw in Etten-Leur. Nadat in 2017 duidelijk werd dat, op basis van demografische gegevens in combinatie met trend en wens van ouders om kinderen zo hoog mogelijk op te laten leiden, de koers van het toenmalige ROC West Brabant bijgesteld moest worden is een beleidsplan gemaakt. In dit plan waren belangrijke speerpunten:
- afstemming aanbod en de kwaliteit van de opleidingen op maatschappelijke relevantie
- meer samenwerking met het bedrijfsleven en maatschappelijke instanties
- verkleinen kloof tussen vmbo en mbo door nauwere samenwerking tussen de diverse onderwijsinstellingen in West-Brabant.

De uitvoering van het plan leidde in 2019 ook tot een naamsverandering. ROC West Brabant werd Curio.
Met de naamswijziging werd er ook voor gekozen alle scholen te hernoemen.

## Opleidingen
VMBOOp de locaties in de gemeenten Bergen op Zoom, Halsteren, Oudenbosch, Breda, Andel, Teteringen en Oosterhout
MBOOp de locaties in de gemeenten Breda, Bergen op Zoom, Roosendaal en Woensdrecht worden de opleidingen zowel aangeboden in de beroepsopleidende leerweg (bol) als de beroepsbegeleidende leerweg (bbl). Ook is er aanbod van bedrijfsopleidingen voor mensen die zich willen laten bij- of omscholen.
Voortgezet onderwijsGraaf Engelbrecht (mavo, havo, vwo) en het Stedelijk Gymnasium in Breda. Beide scholen zijn met ingang van 1 augustus 2022 overgedragen aan een ander schoolbestuur en maken geen deel meer uit van Curio.

### Bijzondere doelgroep
- Praktijkschool (Breda)
- Volwasseneducatie (NT1)
- NT2 (Nederlands als Tweede taal)
- Entree-opleidingen (voor jongeren zonder een diploma van een vooropleiding)
- MBO-breed
- ISK (Internationale Schakel Klas)
- VAVO (Voortgezet Algemeen Volwassenen Onderwijs)

## Bestuur
De organisatie wordt aangestuurd door de raad van bestuur, bestaande uit dr. Rob Neutelings (voorzitter), Andrea Kaïm-Lamers (lid) en Marc van Campenhout (lid). De raad van bestuur legt verantwoording af aan de raad van toezicht. De medezeggenschap wordt gevormd door de ondernemingsraad, de studentenraad en de ouderraad.